# Општина Ракша (Сату Маре)
Ракша (рум. Racşa) општина је у Румунији у округу Сату Маре.
Oпштина се налази на надморској висини од 184 m.

## Становништво

### Хронологија
| Година       | 2010 | 2011 | 2012 | 2013 | 2014 | 2015 | 2016 | 2017 |
| ------------ | ---- | ---- | ---- | ---- | ---- | ---- | ---- | ---- |
| Становништво | 2970 | 2985 | 2988 | 2988 | 2997 | 2968 | 2989 | 2991 |